# Хань (держава)
Хань (403 до н. е. — 230 до н. е. роки) — середньовічна держава в Китаї, утворена внаслідок розпаду держави Цзінь. Тривалий час вела боротьбу за владу з державами Цінь, Вей, Чжао, Чу, Янь і Ці. У 230 році до н. е. війська Хань зазнали поразки у війні з Цінь, внаслідок чого держава припинила існування.

## Історія

### Формування
Засновником аристократичного роду Хань вважається Хань Вань з володіння Цюй-во в невеличкій державі Цюй-во. Формування власних маєтностей приходить на кінець VIII ст. до н. е. З VI ст. до н. е. представники роду Хань перейшли на службу до держави Цзінь, від якого отримали уділ в Ханьюані. Посиленню роду сприяли Хань Цюе і Хань Ці, що відзначилися у боротьбі за держава Ці, а також спільно з родом Чжао завдали поразок родом Фань і Чжун. Згодом представники роду Хань отримали почесний титул цзі (на кшталт виконата), що відбивала посилення впливу.
На початку V ст. утворило союз з родами Вей і Чжао проти клану Чжи, якому у 454—453 роках до н. е. завдано нищівної поразки. В результаті В результаті держава Цзінь опинилося фактично поділеним між Хань та її союзниками Чжао і Вей. З цього часу поступово влада Хань та її союзників посилювалася. Вже у 420-х роках Хань Ху самостійно вів війну проти держави Чжен, якому було завдано поразки.

### Незалежність

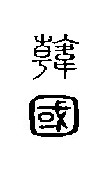
Печатка держави Хань

У 403 році до н. е. Цянь, володар Хань, домовився з Чжао і Вей про розподіл держави Цзінь, яке припинило існування. Тоді ж Хань Цянь отримав титул чжухоу й ім'я Цзін-хоу. З самого початку зберігався союз з Чжао і Вей проти сусідніх держав, насамперед Ці та Цзінь, з якими Хань вступило у боротьбу за Велику рівнину. Поступово утворилася коаліція Хань з Чжао і державою Янь, а колишній союзник Вей стало супротивником.

### Боротьба за гегемонію
Протягом правління першого самостійного володаря Цзін-хоу велася напружена війна з державою Чжен: попередній успіх не мав розвитку, а потім війська Чжен перейшли у наступ, у 400 році до н. е. взявши в облогу столицю Хань — Янчжай.
Невдовзі почалися тривалі війні з державою Цінь. У 391 році Лe-xoy зазнав поразки від ціньських військ, втративши декілька прикордонних поселень. Але того ж року спільно з Чжао і Вей завдало поразки Чу. У 380-х роках до н. е. поновилися війни з Цінь та Чжен, завдавши важкої поразки останній державі 388 року до н. е.
У 370-х роках до н. е. новий володар Вень-хоу вів запеклі війни з державами Сун, Чжен і Ці. Але через неузгодженість з державою Чжао правителю Хань не вдалося скористатися короткочасним послабленням Вей у середині 370-х років до н. е. Втім справжній успіх мав наступний правитель Ай-хоу, який у 376 році до н. е. переміг державу Чжен, приєднавши його до своєї держави. Внаслідок цього до держави було приєднано західну частину Великої рівнини. Після цього столицю держави було перенесено до міста Сіньчжен. Втім у 374 році до н. е. Ай-хоу загинув внаслідок палацової змови.
Чжуан-хоу (374—359 роки до н. е.) відомий лише тим, що вів невдалі війни з державою Вей, амбіція якого зростають. Але у 368—367 роках до н. е. спільно з державою Чжао розділив рештки Східного Чжоу. Син його Чжао-хоу зазнавав поразок від Сун, Вей і головним чином від Цінь. Позитивним фактором у роки його правління вважається прихід до управління державою як першого міністра Шень Бухая, що зміг стабілізувати становище в країні. Невдовзі після смерті останнього у 335 році до н. е. держава Хань зазнало поразки від держави Цінь, втративши стратегічно важливе місто-фортецю Іян (на південь від річки Хуанхе в середній течії річки Лошуй).
У 332 році до н. е. Сюань-хуей-хоу прийняв титул вана, чим дорівнявся до своїх сусідів. Намагався перейти у наступ проти держав Вей і Цінь, але ханські війська зазнали поразок. Радник вана запропонував йому змінити політику і зблизитися з Цінь. У свою чергу, Чу схиляло Хань до союзу проти Цінь. Ханьский ван, повагавшись, обрав Чу, після чого Цінь завдало Хань ще однієї поразки і зажадало заручником сина вана. Сюань-хуей-ван змушений був погодитися. У 318 році Хань вступило до коаліції з державами Вей, Чжао, Янь і Ці проти держави Цінь. Але спільний похід не мав значних результатів. У 312 році до н. е. війська Хань спільно з Цінь завдало важкої поразки державі Чу.
Згодом володарі Сянь-ван і Сі-ван намагалися позбавитися залежності від Цінь, але зазвичай зазнавали поразок, зокрема у 307 році до н. е. військо хань втратило у битві 60 тис. вояків. До 300 року область Шаошуй, опинилася фактично охопленою землями Цінь. У 301 році до н. е. спільно з Цінь атакувало держава Чу. У 298 році спільно з державами Ці і Вей війська Хань у битві біля Ханьгу завдали поразки Цінь. У 296 році до н. е. спільно з Ці, Вей, Чжао, Сун і Чжуншань атакувало володіння Цінь, якому було завдано поразки. В результаті хань частково повернуло землі, втрачені наприкінці IV ст. до н. е. 293 року до н. е. війська Хань спільно з Вей знову напали на Цінь, але цього разу зазнали поразки. У 291, 290 і 286 роках до н. е. Сі-ван з держави Хань зазнавав поразок від цінської армії. В результаті було втрачено важливе місто Іцюе.
284 року до н. е. було укладено союз з Цінь проти держав Чжао і Вей. Але вже у 276—274 роках до н. е. Хань в союзі з Вей знову вело запеклі війни з Цінь, зазнавши поразки й втративши значні землі. У 273 році Сі-ван вимушений був просити допомоги у Цінь, коли проти нього виступили Чжао і Вей.

### Загибель
З середини III ст. до н. е. стає відчутним послаблення держави Хань під тиском держави Цінь. Дипломатичні спроби залагодити ситуацію й знайти союзників не дали результатів. За правління вана Хуань-хуея держава знову зазнало низки поразок. Останньою значною спробою змінити ситуацію став похід Хань 247 року до н. е. спільно з Вей, Чу, Янь і Чжао проти Цінь, але ця коаліція зазнала нищівної поразки. У 241 році до н. е. здійснено спробу спільно з Чжао і чу виступити проти Цінь, втім марно. На момент смерті Хуан-хуея у 239 році до н. е. держава Хань вже не мали сил для спротиву, втративши область Шандан і землі колишнього Західного Чжоу, а також міста Янчен і Фушу.
Останнім володарем був Ань-ван, що не робив жодних військових спроб. Він відправив послом до Цінь філософа Хань Фей-цзи, але того було запроторено за ґрати. У 231 році до н. е. війська Цінь знову виступили проти Хань. Війська останньої зазнали поразки, столицю та Ань-вана було захоплено ворогом. Землі Хань приєднано до держави Цінь.

## Територія
В часи розквіту держава Хань складалася з басейну річки Іншуй, займала частину земель чженчжоуської аграрної області, куди була перенесена її столиця. Також до її складу входили землі басейну річки Лошуй та її приток до кордону з Чу (на півдні) і північному сході на кордоні з Вей. На північ охоплювала вузький район межиріччя — між середньою течією річок Феньшуй і Шаошуй, і басейн нижньої Шаошуй (на цій території знаходилося місто-анклав Чанцзі, що належало державі Чжао).

## Економіка

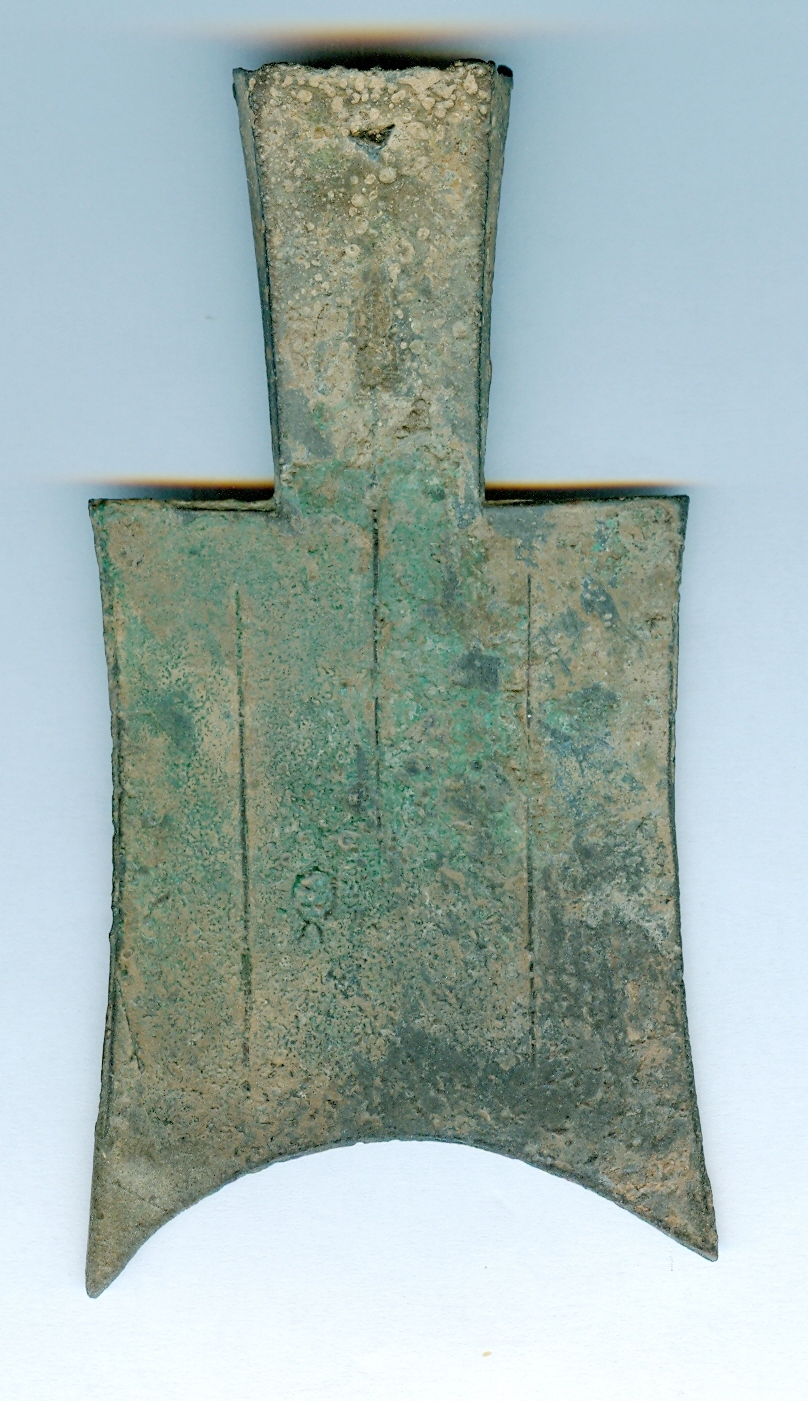
Гроші Хань — лезо мотики

Основу становили торгівля (давалася взнаки вигідне розташування) і високорозвинені ремесла. Місто Наньян вважалося одним з найбільших на той час центрів обробітку заліза, виготовлення з нього зброї та цивільних знарядь праці. Залізна зброя з держави Хань уславилася серед усіх держав. У Хань в торгівлі використовувалися бронзові монети у формі леза мотики.
Разом з тим велика кількість гір і брак рівнинних земель, придатних для оранки, при тому, що за кліматичними умовами ханці могли вирощувати лише пшеницю і боби, важко позначалися на економіці Хань. В умовах аграрної економіки це стало причиною того, що Хань була однією з найслабших і найбідніших держав. Тому в харчах в державі Хань часто був брак, особливо в неврожайні роки. Лише в короткий період, коли у 375—330 роках до н. е. Хань володіла частиною Великої рівнини ситуація в сільському господарстві поліпшилася.